# Effet barbecue
Selon l'hypothèse de l’effet barbecue, les personnes vivant en milieu urbain dense et ayant au quotidien un mode de vie avec une grande efficacité énergétique, seraient finalement plus énergivores en raison d'une mobilité occasionnelle ayant un fort impact, notamment les voyages utilisant le transport aérien. Cette mobilité occasionnelle serait due au besoin de quitter une forme urbaine dense. Au contraire, des personnes ayant un mode de vie plus énergivore, par exemple avec un pavillon de banlieue et une voiture, pourraient faire des activités locales pendant leurs loisirs, comme un barbecue dans leur jardin. Elles auraient donc un impact global moins élevé. Cet effet contre-intuitif est largement controversé.

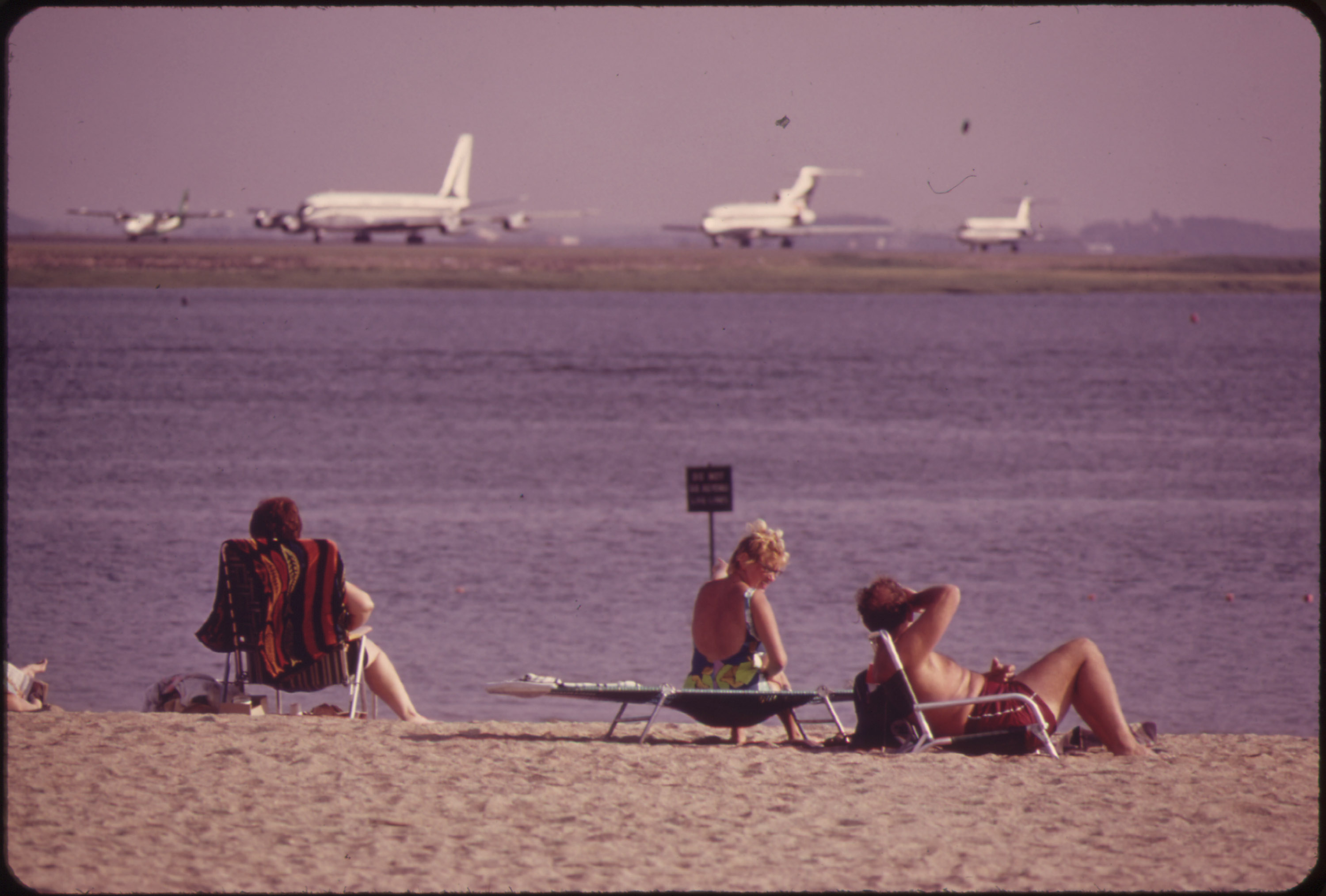
Le transport aérien a un impact environnemental plus élevé que des loisirs proches du domicile.

## Débat scientifique
L'hypothèse de l'effet barbecue est énoncée par Jean-Pierre Orfeuil et Danièle Soleyret en 2002. La prise en compte de cet effet amènerait à reconsidérer l'idéal de la ville dense et à considérer des formes urbaines intermédiaires, conciliant efficacité énergétique et espace de loisirs.
Son importance réelle est controversée dans la communauté scientifique. Quang-Nguyen Nguyen avance qu'en France, si cet effet est visible, il n'est pas important au point de remettre en cause le modèle d'une ville dense.
Dans sa thèse de doctorat centrée sur les villes de Genève et Zurich, Sébastien Munafò infirme également l’hypothèse de l’effet barbecue. Il souligne ainsi que si les habitants des centres-villes ont effectivement tendance à voyager beaucoup durant leur temps libre, l’impact énergétique de ces déplacements n’est pas suffisamment important pour annuler les vertus d’un habitat en ville-centre. En outre, il souligne, d’une part, que ces voyages ne sont pas causés par une quelconque insatisfaction vis-à-vis de leurs cadres de vie urbains et que, d’autre part, l’habitat dans des environnements moins denses ne signifie pas pour autant une mobilité plus économe en énergie durant les vacances chez les habitants du périurbain,.